# Leonid Wiktorowitsch Pawlowski

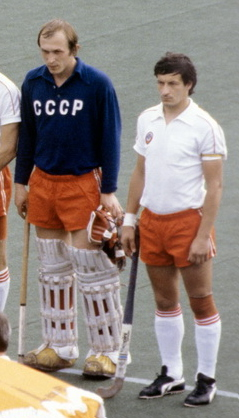
Wladimir Pleschakow (links) und Leonid Pawlowski 1980

Leonid Wiktorowitsch Pawlowski (russisch Леонид Викторович Павловский, wiss. Transliteration Leonid Viktorovič Pavlovskij; * 29. Mai 1949 in Krasnoturjinsk) ist ein ehemaliger sowjetischer Hockeyspieler. Er gewann 1980 mit der sowjetischen Nationalmannschaft die olympische Silbermedaille.

## Karriere
Am Herrenwettbewerb bei den Olympischen Spielen 1980 in Moskau nahmen wegen des Olympiaboykotts nur sechs Mannschaften teil, die in der Vorrunde gegen jede andere Mannschaft antraten. Die Spanier belegten in der Vorrunde mit vier Siegen und einem Unentschieden den ersten Platz und traten im Kampf um die Goldmedaille gegen die in der Vorrunde zweitplatzierte indische Mannschaft an, die Inder gewannen das Finale. Im Spiel um den dritten Platz traf die Auswahl der Sowjetunion mit ihrem Kapitän Pawlowski auf die polnische Mannschaft und gewann mit 2:1.
Auf Vereinsebene spielte der Verteidiger Leonid Pawlowski für den sowjetischen Meister 1980 SKA Swerdlowsk.
Leonid Pawlowski war als Trainer zweimal bei Olympischen Spielen dabei. 1988 in Seoul belegte die sowjetische Mannschaft in der Vorrunde den vierten Platz und erreichte in den Platzierungsspielen den siebten Rang. 1992 trat nicht mehr die Sowjetunion, sondern das Vereinte Team der Gemeinschaft Unabhängiger Staaten bei den Olympischen Spielen in Barcelona an, im Hockey belegte die Auswahl den zehnten Platz.